# كارلوس سيلفا
كارلوس سيلفا (25 يناير 1902 البرتغال - ) هو لاعب كرة قدم برتغالي، يلعب كحارس مرمى.

## مسيرته

### مسيرته مع المنتخبات الوطنية
- 1929 - 1929 لعب مع منتخب البرتغال لكرة القدم مباراة.

## روابط خارجية
- كارلوس سيلفا على موقع قاعدة بيانات كرة القدم.إي يو (الإنجليزية)
- كارلوس سيلفا على موقع عالم كرة القدم.نت (الإنجليزية)